# Svetišče Al-Askari
Svetišče Al-Askari, svetišče 'Askarija ali mošeja Al-Askari je šiitska muslimanska mošeja in mavzolej v iraškem mestu Samara 125 km od Bagdada. Je eno najpomembnejših šiitskih svetišč na svetu. Zgrajena je bila leta 944. Kupola je bila uničena v bombardiranju sunitskih skrajnežev februarja 2006, njena dva preostala minareta pa sta bila uničena v drugem bombardiranju junija 2007, kar je povzročilo veliko jezo med šiiti in spodbudilo iraško državljansko vojno med šiitsko in sunitsko frakcijo v državi. Julija 2007 je bil uničen tudi preostali stolp z uro. Kupola in minareta so bili popravljeni, mošeja pa ponovno odprta aprila 2009.
V svetišču sta pokopana 10. in 11. šiitski imam, 'Alī al-Hādī ('an-Nakī') in njegov sin Ḥasan al-'Askarī, znan kot al-'Askariyyayn ('dva 'Askarīja'). V mošeji so tudi grobnice Ḥakīme Khātūn, sestre 'Alī al-Hādīja; in Nardžis Khātūn, mati Muḥammada al-Mahdija. Poleg mošeje je še ena spominska stavba s kupolo, Serdab ('cisterna'), zgrajena nad cisterno, kjer je dvanajsti imam, Muḥammad al Mahdī, prvič vstopil v manjšo okultacijo ali 'skrit očem' - od koder drugi naslov Mahdi, skriti imam.

## Zgodovina
Imama 'Alī al Hādī (»an-Nakī«) in Haṣan al 'Askarī sta živela v hišnem priporu v delu Samare, kjer je bil vojaški tabor kalifa Al Mutasima ('Askar al Mutasim, torej zapornika v taborišču so imenovali 'Askarī). Zato so znani kot 'Askarijain'. Umrli so in bili pokopani v svoji hiši na ulici Abī Ahmad blizu mošeje, ki jo je zgradil Mutasim. Poznejše izročilo pripisuje njihovo smrt strupu.
Naser-al-Din Šah Kadžar se je zadnjega preoblikovanja svetišča lotil leta 1868, z zlato kupolo, dodano leta 1905. Kupola, prekrita z 72.000 zlatimi kosi in obdana s stenami iz svetlo modrih ploščic, je bila prevladujoča značilnost obzorja Samare. Imela je približno 20 m premera in 68 m višine.

### Bombni napad
Oktobra 2004 so stavbo zasedli uporniki, 22. februarja 2006 pa so jo ekstremisti v napadu z eksplozivom močno poškodovali in uničili kupolo. Iraški premier Ibrahim al Džafari je nato odredil tridnevno državno žalovanje. Operacija Swarmer je bila sprožena zaradi tega napada in nenehnega nasilja v regiji. Nato so po vsej državi izbruhnili nemiri med šiiti in suniti. Drugi bombni napad 13. junija 2007 je popolnoma uničil dva minareta mošeje.

## Ponovno odpiranje
Konec leta 2007 je iraška vlada sklenila pogodbo s turškim podjetjem za obnovo svetišča. Iraška vlada je pozneje odpovedala pogodbo zaradi zamud turškega podjetja. Aprila 2009 so zlato kupolo in minarete obnovili in svetišče ponovno odprli za obiskovalce.

## Galerija
- Svetišče Al-Askari leta 1916
- Svetišče leta 2006 po prvem bombardiranju
- Popravila mošeje al-Askari, oktober 2013